# Бутрак
Бутракът (Bidens tripartita) е често срещан и широко разпространен вид растение от семейство Сложноцветни. Включен е в списъка на лечебните растения съгласно Закона за лечебните растения.
Видът е местен за голяма част от Евразия, Северна Африка и Северна Америка, с натурализирани популации в Австралия и на някои тихоокеански острови.

### Подвидове + разновидности[6]
- Bidens tripartita подв. bullatus (L.) Rouy
- Bidens tripartita вариация repens (D.Don) Sherff
- Bidens tripartita подв. tripartita
- Bidens tripartita вариация tripartita